# La Saulsotte
La Saulsotte és un municipi francès situat al departament de l'Aube i a la regió del Gran Est. L'any 2007 tenia 591 habitants.

## Demografia

### Població
El 2007 la població de fet de La Saulsotte era de 591 persones. Hi havia 219 famílies de les quals 46 eren unipersonals (21 homes vivint sols i 25 dones vivint soles), 74 parelles sense fills, 87 parelles amb fills i 12 famílies monoparentals amb fills.
La població ha evolucionat segons el següent gràfic:
Habitants censats

### Habitatges
El 2007 hi havia 298 habitatges, 224 eren l'habitatge principal de la família, 55 eren segones residències i 19 estaven desocupats. Tots els 296 habitatges eren cases. Dels 224 habitatges principals, 171 estaven ocupats pels seus propietaris, 52 estaven llogats i ocupats pels llogaters i 1 estava cedit a títol gratuït; 1 tenia una cambra, 10 en tenien dues, 43 en tenien tres, 70 en tenien quatre i 99 en tenien cinc o més. 215 habitatges disposaven pel capbaix d'una plaça de pàrquing. A 107 habitatges hi havia un automòbil i a 100 n'hi havia dos o més.

### Piràmide de població
La piràmide de població per edats i sexe el 2009 era:
| Homes | Edats   | Dones |
| ----- | ------- | ----- |
| 0     | 95 o +  | 0     |
| 0     | 90 a 94 | 4     |
| 0     | 85 a 89 | 4     |
| 0     | 80 a 84 | 0     |
| 12    | 75 a 79 | 12    |
| 4     | 70 a 74 | 12    |
| 4     | 65 a 69 | 0     |
| 24    | 60 a 64 | 16    |
| 20    | 55 a 59 | 4     |
| 8     | 50 a 54 | 16    |
| 20    | 45 a 49 | 20    |
| 16    | 40 a 44 | 16    |
| 28    | 35 a 39 | 20    |
| 12    | 30 a 34 | 24    |
| 12    | 25 a 29 | 16    |
| 12    | 20 a 24 | 12    |
| 20    | 15 a 19 | 20    |
| 20    | 10 a 14 | 36    |
| 24    | 5 a 9   | 4     |
| 24    | 0 a 4   | 16    |

## Economia
El 2007 la població en edat de treballar era de 373 persones, 274 eren actives i 99 eren inactives. De les 274 persones actives 239 estaven ocupades (144 homes i 95 dones) i 35 estaven aturades (14 homes i 21 dones). De les 99 persones inactives 27 estaven jubilades, 32 estaven estudiant i 40 estaven classificades com a «altres inactius».

### Ingressos
El 2009 a La Saulsotte hi havia 249 unitats fiscals que integraven 655,5 persones, la mediana anual d'ingressos fiscals per persona era de 17.193 €.

### Activitats econòmiques
Dels 15 establiments que hi havia el 2007, 3 eren d'empreses extractives, 1 d'una empresa alimentària, 6 d'empreses de construcció, 1 d'una empresa de comerç i reparació d'automòbils i 4 d'empreses de serveis.
Dels 6 establiments de servei als particulars que hi havia el 2009, 1 era un establiment de lloguer de cotxes, 2 paletes, 1 fusteria, 1 lampisteria i 1 electricista.
L'únic establiment comercial que hi havia el 2009 era una fleca.
L'any 2000 a La Saulsotte hi havia 15 explotacions agrícoles que ocupaven un total de 1.431 hectàrees.

## Equipaments sanitaris i escolars
El 2009 hi havia una escola elemental.

## Poblacions més properes
El següent diagrama mostra les poblacions més properes.